# Callobius cavernarius
Espèce
Callobius cavernarius est une espèce d'araignées aranéomorphes de la famille des Amaurobiidae.

## Distribution
Cette espèce est endémique de l'archipel Nansei au Japon,. Elle se rencontre sur Okino-erabu-jima dans des grottes et sur Okinawa-jima vers Ōgimi.

## Description
Le mâle holotype mesure 9,8 mm et la femelle paratype 10,4 mm.

## Systématique et taxinomie
Cette espèce a été décrite par Okumura & Suzuki en 2022.

## Publication originale
- Okumura & Suzuki, 2022 : « Two new species of the spider family Amaurobiidae from the Ryukyu Islands, Japan. » Bulletin of the National Museum of Nature and Science, sér. A, vol. 48, no 4, p. 139-146 (texte intégral).